# Đinh Tiến Cường
Đinh Tiến Cường sinh năm 1973 tại Hải Dương , là một nhà toán học Việt Nam. Hiện ông là giáo sư Provost tại Đại học Quốc gia Singapore và là thành viên Hội đồng Khoa học Viện toán Cao cấp Việt Nam.
Ông từng là giáo sư tại Đại học Pierre-et-Marie Curie (2005-2014), giáo sư bán thời gian tại École Polytechnique de Paris (2005-2014) và École Normale Supérieure de Paris (2012-2014).

## Tiểu sử
Ông học phổ thông tại Trường Trung học phổ thông chuyên, Đại học sư phạm Hà Nội. Từ năm 1990 đến năm 1993, ông theo chuyên ngành khoa học máy tính tại Đại học Odessa. Từ năm 1993 đến năm 1997, ông theo chuyên ngành toán học tại đại học Pierre-et-Marie-Curie. Ông bảo vệ luận án tiến sĩ năm 1997 với đề tài Enveloppe polynomiale d’un compact de longueur finie et problème du bord.

## Thành tích nổi bật
Khi còn là học sinh tại Trường Trung học phổ thông Chuyên Đại học Sư phạm Hà Nội, ông đạt Huy chương vàng với số điểm tuyệt đối 42/42  trong kì thi Olympic Toán học Quốc tế lần thứ 30 năm 1989 tổ chức tại Cộng hòa Liên bang Đức.
Năm 2005, ông được nhà nước Việt Nam phong tặng danh hiệu Giáo sư.
Năm 2007, ông trở thành thành viên của Viện Đại học Pháp (Institut Universitaire de France-IUF) cho tới năm 2012.
Năm 2018 ông được mời nói với bài nói Pluripotential Theory and Complex Dynamics in Higher Dimension tại Đại hội toán học quốc tế ở Rio.
Cùng năm 2018, ông nhận giải Humboldt từ quỹ Alexander von Humboldt.

## Nghiên cứu khoa học
Các nghiên cứu của ông xoay quanh giải tích hàm nhiều biến và hệ động lực phức. Ông cộng tác với Nessim Sibony trong ngành nghiên cứu các hệ động lực phức. Ông cộng tác với Nguyễn Việt Anh và Nessim Sibony về lý thuyết Fatou-Julia trong giải thích phức nhiều biến và các phân lá kỳ dị (singular foliation) trên các mặt Riemann. Các công trình khoa học của ông được công bố trên hầu hết các tạp chí hàng đầu của ngành toán học .
Ông là biên tập viên cho tạp chí Mathematische Zeitschrift.

## Xuất bản
Xem tác giả Dinh Tien-Cuong tại Google Scholar; tiền ấn phẩm của T. C. Dinh tại arXiv; publications tại trang cá nhân IMJ.